# Staphylinochrous albabasis
Staphylinochrous albabasis är en fjärilsart som beskrevs av George Thomas Bethune-Baker 1911. Staphylinochrous albabasis ingår i släktet Staphylinochrous och familjen Anomoeotidae. Inga underarter finns listade i Catalogue of Life.